# Тунелькы-Ягарт
Тунелькы-Ягарт (устар. Тунелька-Ягырт) — река в России, протекает по территории Красноселькупского района Ямало-Ненецкого автономного округа. Начинается в небольшом болоте. Устье реки находится в 5 км по правому берегу реки Тунелька. Длина реки составляет 15 км.

## Данные водного реестра
По данным государственного водного реестра России относится к Нижнеобскому бассейновому округу, водохозяйственный участок реки — Таз, речной подбассейн реки — Подбассейн отсутствует. Речной бассейн реки — Таз.
По данным геоинформационной системы водохозяйственного районирования территории РФ, подготовленной Федеральным агентством водных ресурсов:
- Код водного объекта в государственном водном реестре — 15050000112115300064393
- Код по гидрологической изученности (ГИ) — 115306439
- Код бассейна — 15.05.00.001
- Номер тома по ГИ — 15
- Выпуск по ГИ — 3